# Beta Delphini
Beta Delphini (β Delphini / β Del) este o stea multiplă din constelația Delfinul. În glumă utilă, astronomul italian Niccolò Cacciatore i-a dat denumirea de Rotanev, care nu este decât numele său de familie latinizat, scris invers, Venator, „Vânătorul”. În astronomia chineză, Beta Delphini face parte din micul asterism Hugua, care reprezintă pepeni galbeni.
Steaua are cinci componente: componentele A și B constituie o binară fizică; C, D și E sunt binare optice.